# Eugène Delâtre

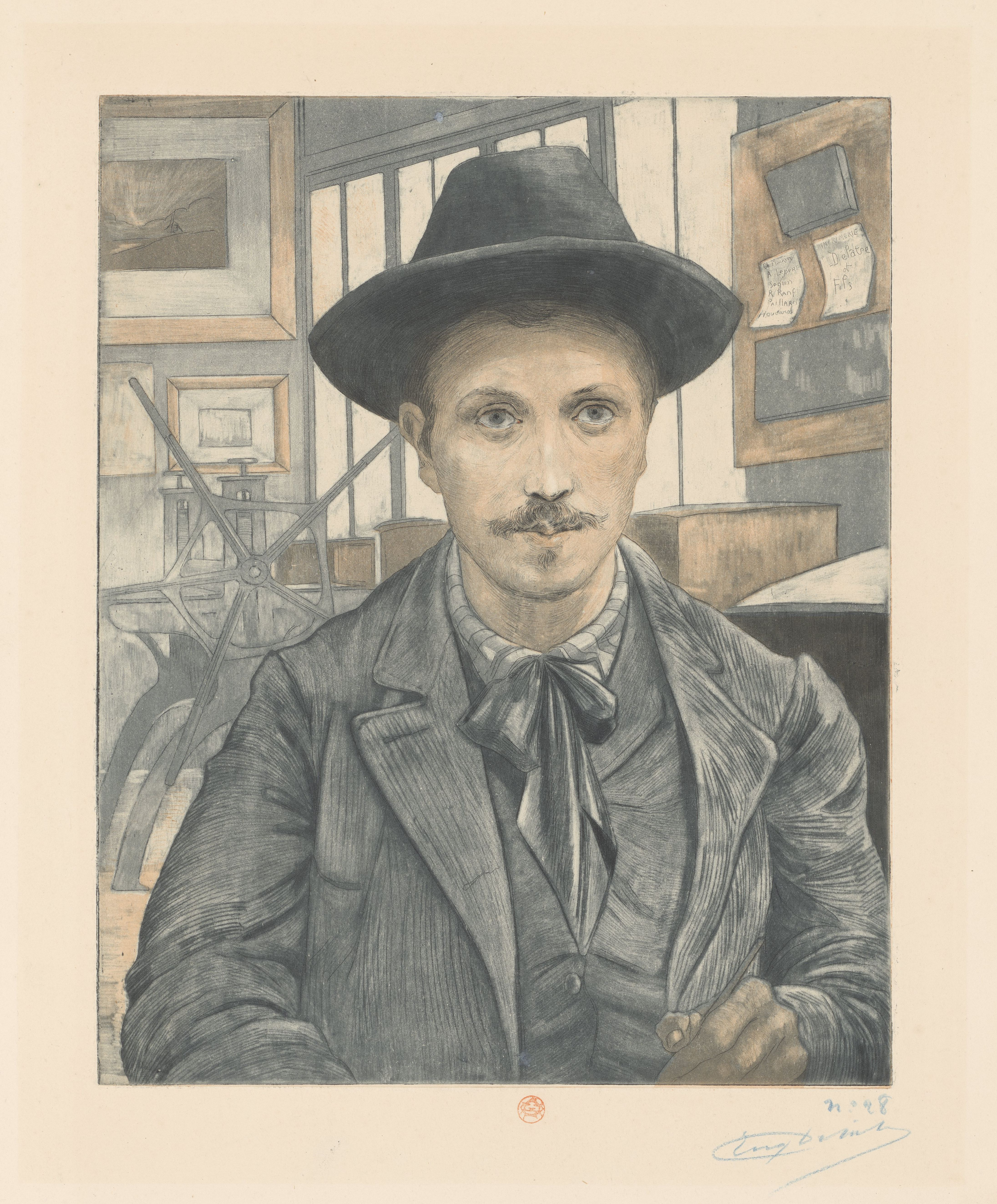
Autoritratto - Eugène Delâtre - 1894 ca

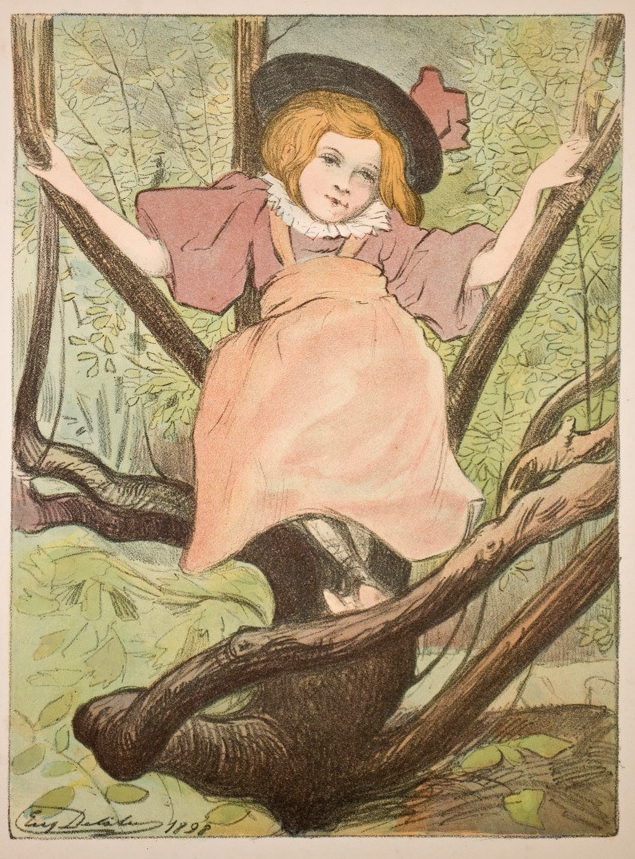
Eugène Delâtre, Kacia incisione per L'Estampe moderne vol. II

Eugène Alfred Delâtre (Parigi, 10 dicembre 1864 – Parigi, 24 settembre 1938) è stato un incisore e pittore francese.

## Biografia

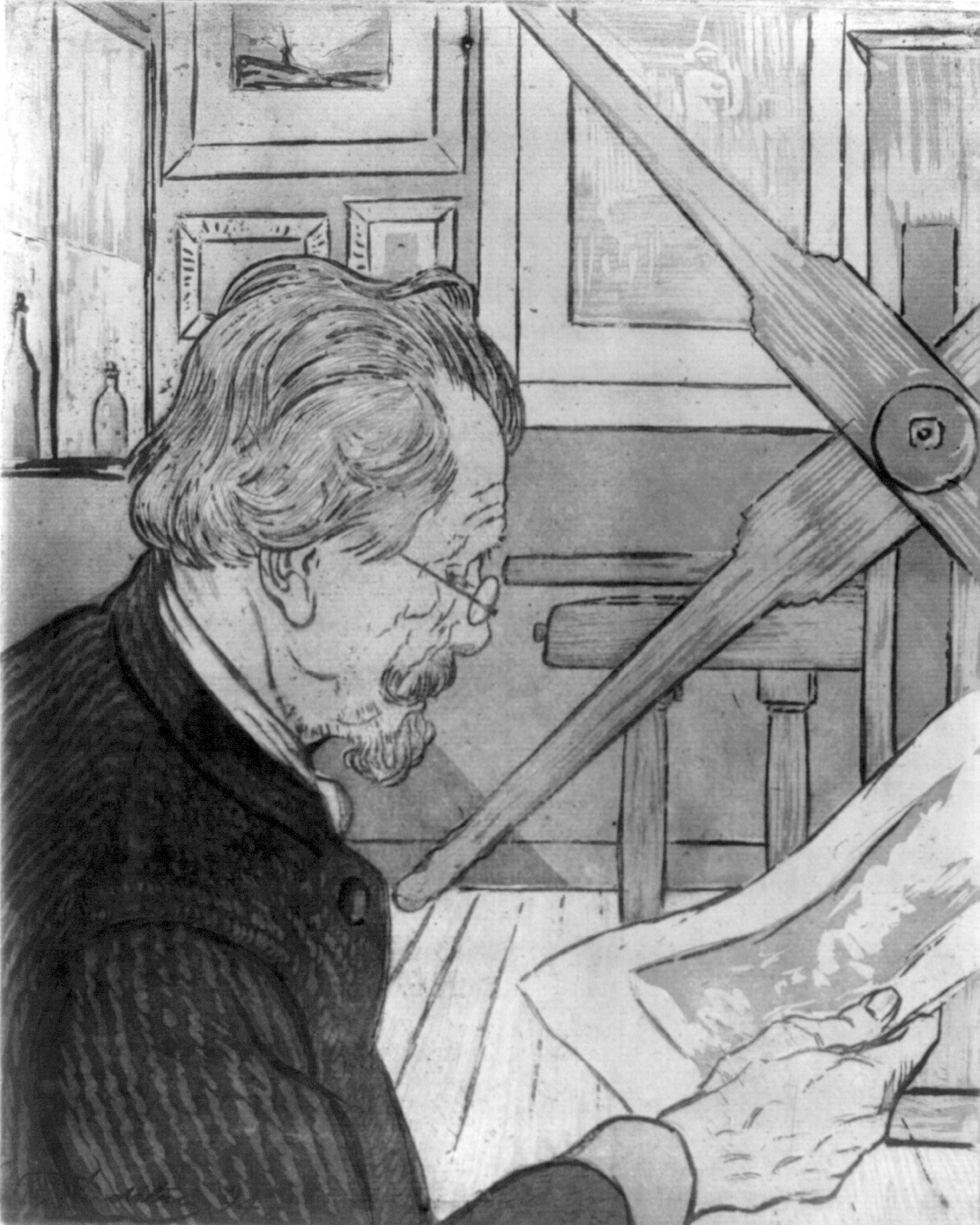
Auguste Delâtre di Eugène Delâtre - incisione - 1894

Eugène Delâtre ebbe in famiglia il suo primo approccio con l'arte grazie al padre Auguste Delâtre e al pittore John-Lewis Brown con i quali si avvicinò alla pittura ad acquerello . Presto fu attratto dalle tecniche di incisione e si deve al suo interesse e studio ciò che porterà ai moderni procedimenti di incisione a colori.
I suoi genitori parteciparono alla Comune di Parigi, scelsero di andare in esilio volontario e, quindi, solo al loro rientro in patria nel 1878, Delâtre intraprese l'arte incisoria utilizzando le tecniche di taglio dolce, puntasecca e acquaforte.
Un ulteriore motivo di distacco dalla sua attività artistica fu il servizio militare che lo tenne impegnato per sette anni e solo nel 1890 Delâtre poté realizzare i primi lavori di incisione a colori.
Nel 1895 la Galleria Lafitte di Parigi presentò venticinque sue incisioni accanto alle opere di Georges Seurat, nel 1896 Delâtre espose alla galleria Samuel Bing e nel 1898 in quella di Paul Durand-Ruel.
Eugène iniziò anche una collaborazione con la rivista l'L'Estampe moderne e dal 1905 presentò le sue opere a tutte le esposizioni della Galleria Georges Petit.
La tematica delle sue opere è assai diversificata: ritratti, scorci della vecchia Montmartre, paesaggi della Bretagna, Normandia e del sud della Francia.
Molti artisti, fra i quali Pierre-Auguste Renoir, Henri de Toulouse-Lautrec, Mary Cassatt, appresero da Delâtre l'arte dell'incisione a bulino.
Eugène Delâtre lavorò anche con Pablo Picasso stampando nel 1904 l'acquaforte  Pasto frugale, opera del periodo blu del pittore, e nel 1911 stampò altre quattro incisioni di Picasso per l'illustrazione del primo libro cubista, Saint Matorel, di Max Jacob.
L'opera di Eugène Delâtre è costituita da circa seicento tavole delle quali un terzo sono a colori e una collezione delle sue incisioni  è conservata al Musée d'Art et d'Histoire de Saint-Denis al quale la figlia Jacqueline, nel 1971, lasciò in eredità 326 incisioni.

## Allievi
- Georges Guinegault
- Maxime Maufra
- Alfredo Müller
- Gen Paul
- Francisque Poulbot